# Liborius de Le Mans
Libório de Le Mans ou São Libório (c. 348–397) foi o segundo Bispo da Diocese de Le Mans na cidade homônima. É o santo padroeiro da catedral e arquidiocese de Paderborn na Alemanha. O ano de seu nascimento é desconhecido; morreu em 397, supostamente em 23 de julho.

## Le Mans e Paderborn
Pouco se sabe sobre sua vida, apenas que era gaulês e Bispo de Le Mans durante 49 anos, entre 348 e 398. Ele construiu algumas igrejas em sua vizinhança, uma indicação de que sua atividade missionária se limitava à Gália de seu tempo. Diz-se que ordenou, ao longo de 96 ordenações, 217 sacerdotes e 186 diáconos. São Martinho de Tours o assistiu quando ele estava morrendo. Foi sepultado na Basílica Apostólica de Le Mans, ao lado de são Julião, o fundador do bispado.
Diz-se que milagres ocorreram em seu túmulo. Em 835, o bispo Aldrich colocou algumas relíquias de seu corpo em um altar na catedral e, no ano seguinte, por instruções do imperador Luís, o Piedoso, enviou o corpo ao bispo Badurad de Paderborn, uma diocese fundada em 799 pelo Papa Leão III e Imperador Carlos Magno que não tinha santo próprio.
Disso surgiu um "laço de amor de fraternidade duradoura" que sobreviveu a todas as hostilidades dos séculos seguintes e é considerado o contrato mais antigo ainda em vigor. Ambas as igrejas se comprometeram a ajudar uma à outra por meio de oração e assistência material, como efetivamente fizeram em mais de uma ocasião.
Em vista do poder que a veneração de São Libório teve em unir os povos, o Arcebispo Johannes Joachim Degenhardt de Paderborn estabeleceu em 1977 a Medalha de São Libório pela Unidade e pela Paz, que é conferida a cada cinco anos a alguém que tenha contribuído para a unidade da Europa em princípios cristãos.

## Patrocínio e simbologia
Desde que Libório morreu nos braços de seu amigo Martinho de Tours que é visto como um patrono da boa morte. Desde o século XIII, é venerado em oração por assistência contra aqueles que possuem cálculos renais e biliares; o primeiro relato de uma cura desse tipo diz respeito à cura do arcebispo Werner von Eppstein, que veio em peregrinação ao santuário do santo em 1267. Esta é a origem do atributo do santo de três pedras colocadas em uma cópia da Bíblia. No mesmo período ele se tornou o patrono da catedral e da arquidiocese, em vez da Bem-aventurada Virgem Maria e São Kilian, que anteriormente estavam em primeiro lugar. E como dito acima, ele é visto como um patrono da paz e da compreensão entre os povos. Ele é invocado contra cólica, febre e cálculos biliares.
Além de ser mostrado como um bispo carregando pequenas pedras em um livro, São Libório também é mostrado com o atributo de um pavão, por causa de uma lenda que, quando seu corpo foi trazido para Paderborn, um pavão guiou os portadores .
A popularidade do santo em Paderborn é mostrada no festival anual de uma semana que começa no sábado após seu dia de festa de 23 de julho.

## Liturgia
São Libório é um santo reconhecido da Igreja Católica Romana, mas seu dia de festa não foi incluído no Calendário Tridentino. Foi adicionado em 1702 como uma comemoração dentro da celebração de 23 de julho de São Apolinário de Ravena. Com a revisão de 1969, o Papa Paulo VI promulgou o motu proprio Mysterii Paschalis julgando que São Libório não tinha um culto disseminado universalmente portanto não tinha importância universal suficiente para inserção no Calendário Romano Geral e assim que deveria ser deixado para os calendários locais incluí-lo.

## Orações Populares
Senhor, meu Deus, fazei que por São Libório, beato a quem foi dado o poder de limpar as pedras dos rins, que este enfermo fique são do mal que padece. Glorioso São Libório, interceda por mim. Amém".
Bem-aventurado São Libório, rogo-vos a vossa intercessão junto ao Onipotente para que este vosso contrito devoto não seja atormentado por males de bexiga, cálculos, areia, frouxidão ou retenção de urina. Senhor (sinal da cruz) Deus que vos dignastes conceder ao vosso bem aventurado São Libório o poder de curar os males da bexiga nós vos rogamos pelos méritos do Vosso santo, que o vosso servo N. se veja livre dos tormentos que o afligem. 
São Libório (sinal da cruz) curai N.
São Libório (sinal da cruz) socorrei N.
São Libório (sinal da cruz) protegei N.

(Rezar 3 Pai Nossos à Santíssima Trindade e fazer o Sinal da Cruz.)